# Confraria de Penitents de la Joventut Seràfica de Llucmajor

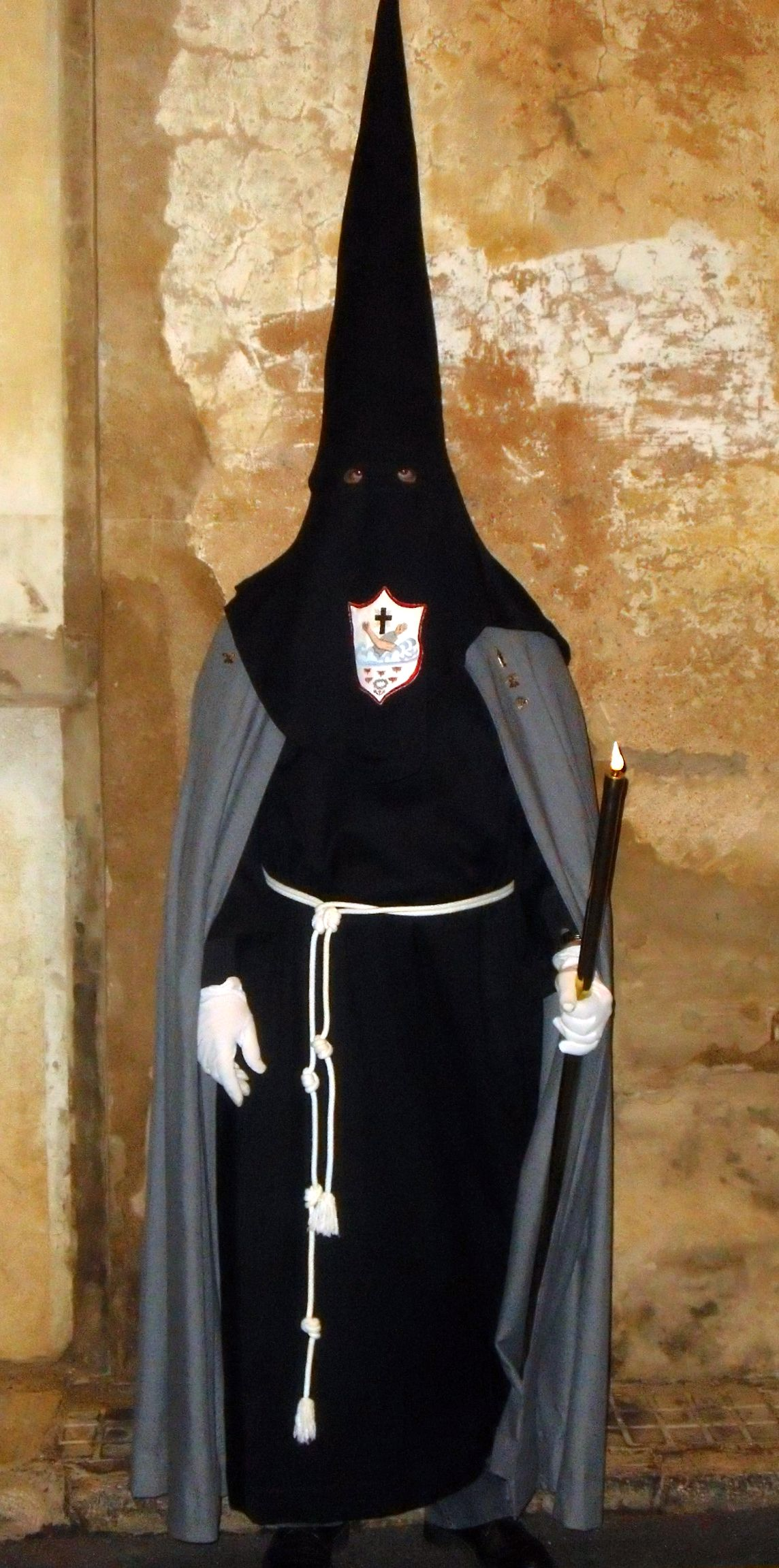
Confrare amb la indumentària típica

La Confraria de Penitents de la Joventut Seràfica de Llucmajor és una associació de fidels de l'Església catòlica que té com a seu l'Església de Sant Bonaventura de Llucmajor, Mallorca.

## Història
L'actual confraria és un vestigi de l'antiga associació de la Joventut Seràfica que l'any 1920 ja funcionava. El seu objecte era promoure la formació social, cristiana, cultural i recreativa dels joves llucmajorers. Al principi, pels actes culturals i recreatius que s'organitzaven, s'aprofitava el corredor de la Coral del Convent de Sant Bonaventura. L'any 1929, sent superior del Convent fra Cristòfol Esteve, i director de la Joventut Seràfica fra Vicenç Coll, s'aconseguí un nou saló per a l'associació. El 1931 fou nomenat superior del Convent fra Macià Horrach i fra Cristòfol Esteve director de la Joventut Seràfica. És en aquest moment en què la Joventut Seràfica inicia una brillant etapa de formació de la joventut en tots els caires humans i religiosos.
Durant la Guerra Civil molts de seràfics es veren obligats a anar a la guerra. Després l'associació es reorganitzà i prengué un nou impuls, seguint amb la formació humana, cultural i espiritual dels joves, per obra de fra Cristòfol Esteve i del nou Vicedirector, fra Sebastià Amengual, que passà a ser el seu director el 1941. El 1946 per obra de fra Sebastià Amengual nasqué la Confraria de Penitents de la Joventut Seràfica de dintre la mateixa associació. A partir del 1944 entrà en decadència i el 1955 l'activitat arribà a ser gairebé nul·la. D'ella, avui en dia, sols perdura la Confraria de Penitents de la Joventut Seràfica, que es regeix pels nous estatuts del 2001.

## Finalitats
- Participar, de manera activa i digna, en els actes litúrgics de Setmana Santa i Pasqua de Resurrecció, les tradicionals processons i altres actes religiosos que en el curs de l'any se celebrin, tendint a una millor formació religiosa i social dels seus membres i a una vivència més autentica de les commemoracions de la Passió i Mort del Senyor.
- Fomentar la veneració de la Veracreu.
- Desenvolupar i mantenir un clima de fraternitat entre els confrares realitzant els actes necessaris i els acords de la Junta Directiva amb projecció social cap a la resta de la comunitat cristiana.

## Indumentària
La indumentària consta d'una túnica de color negre, cenyida amb el cordó blanc franciscà que pengi per la dreta. La caputxa és de color negre, com la túnica, amb l'escut de la Confraria davant. La capa és de color gris i els guants són blancs com el cordó. Les sabates són de color fosc i el ciri de llautó.

## Símbol
L'escut de la confraria és el símbol franciscà representat per la Santa Creu, i en la seva base els braços creuats de Jesucrist i de Sant Francesc, sota els quals apareixen les Cinc Nafres de Crist, i en el centre d'aquestes la Corona d'Espines i els Tres Claus. Tot l'escut aquest rematat per la corona franciscana.

## Imatges
La Confraria de Penitents de la Joventut Seràfica venera especialment la imatge de la Caiguda de Jesús.